# موشق سروری
موشق سروری (ارمنی: Մուշեղ Սարւարեան زاده ۱۵ فوریهٔ ۱۹۱۰ - درگذشته  ۱۳ اوت ۱۹۸۱) کارگردان، طراح صحنه، تهیه‌کننده و نویسنده ارمنی‌تبار اهل ایران بود. وی برادر ناپلئون سروری بود. وی بین سال‌های ۱۹۵۵ تا ۱۹۶۶ میلادی (۱۳۳۴ تا ۱۳۴۵) فعالیت می‌کرد.

## زندگی
وی  با نام موشق سارواریان در ۱۵ فوریهٔ ۱۹۱۰ (۲۵ بهمن ۱۲۸۹)در تهران زاده شد. تحصیلات ابتدایی و متوسطه را در مدارس ارمنیان و روسی تهران گذراند. سپس در ۱۹۲۷ (۱۳۰۶) عازم ارمنستان شد و تحصیلات عالی خود را در رشته علوم اجتماعی و سیاسی به پایان برد. از سال ۱۹۳۵ (۱۳۱۴) به مدت یک سال و نیم سردبیری دو هفته‌نامه‌ای به نام نورهاسکرد را با صاحب امتیازی مادرش به عهده داشت. او تعدادی نمایش نامه کودکان را کارگردانی کرد که نویسندگی برخی از آن‌ها را نیز بر عهده داشت. علاقه اش به امور گرافیکی و تبلیغاتی موجب شد تا همراه برادرش، ناپلئون سروری، آتلیه‌ای تأسیس کند و علاوه بر تهیه تصاویر، اعلان‌ها و آگهی‌ها، برای تئاتر و سپس سینما دکور بسازد. طراحی و نقاشی اعلان‌های بزرگ سر در سینماها از جمله کارهای موشق سروری و برادرش است.
از سال ۱۹۵۵ (۱۳۳۴) به سینما روی آورد و نخستین فیلمش را با نام مهتاب خونین برای استودیو میثاقیه کارگردانی کرد. دو سال بعد شب‌نشینی در جهنم را آغاز کرد که ساموئل خاچیکیان آن را به پایان رساند. شب‌نشینی در جهنم با توجه به سال تولیدش، از نظر بداعت‌های فنی و استفاده بدیع از دکور (کار خود سروری) نمونه‌ای مثال زدنی در تاریخ سینمای ایران است.
حاجی جبار در پاریس (۱۳۳۹) و شاهنامه آخرش خوشه (۱۳۴۰) دو فیلم دیگر موشق سروری به عنوان کارگردان، فیلمنامه‌نویس و دکوراتور هستند؛ که فیلم دوم ناتمام ماند. ساخت دکور فیلم‌هایی مثل زندانی امیر (اسماعیل کوشان، ۱۳۲۷) و رستم و سهراب (شاهرخ رفیع، ۱۳۳۶) از جمله دیگر کارهای سروری در زمینه ساخت دکور هستند
وی در  ۱۳ اوت ۱۹۸۱ (۲۲ مرداد ۱۳۶۰) بر اثر بیماری دیابت در تهران درگذشت.

## فیلم‌شناسی
- شب‌نشینی در جهنم (۱۳۳۶، همکاری با ساموئل خاچیکیان)
- شاهنامه آخرش خوشه
- حاجی جبار در پاریس (۱۳۳۹)
- مهتاب خونین (۱۳۳۴)